# Черняго
Черня̀го (на италиански: Cergnago; на ломбардски: Sargnagh, Сарняг) е село и община в Северна Италия, провинция Павия, регион Ломбардия. Разположено е на 100 m надморска височина. Населението на общината е 715 души (към 2017 г.).